# Bruce A. Evans
Bruce A. Evans (* 19. September 1946 in Long Beach, Kalifornien) ist ein US-amerikanischer Drehbuchautor, Filmproduzent und Regisseur.

## Leben
Evans trat erstmals mit seiner Beteiligung an dem Drehbuch zu Dollarrausch aus dem Jahr 1979 in Erscheinung. Dieser Film bedeutete die erste Zusammenarbeit mit Raynold Gideon, mit dem er alle bis heute folgenden Drehbücher verfasste. Der 1986 veröffentlichte Film Stand by Me – Das Geheimnis eines Sommers brachte den beiden 1987 eine Nominierung für den Oscar in der Kategorie Bestes adaptiertes Drehbuch ein, außerdem waren sie bei den Independent Spirit Awards 1987 in zwei Kategorien nominiert. Der Film war zugleich ihr Debüt als Filmproduzenten. 
1992 gab Evans mit Kuffs – Ein Kerl zum Schießen sein Regiedebüt, rund 15 Jahre später folgte mit Mr. Brooks – Der Mörder in Dir sein zweiter Film als Regisseur. Letzterer war sein erster Ausflug in den Bereich des Thrillers.

## Filmografie (Auswahl)
- 1979: Dollarrausch (A Man, a Woman and a Bank) – als Drehbuchautor
- 1984: Starman – als Drehbuchautor
- 1986: Stand by Me – Das Geheimnis eines Sommers (Stand by Me) – als Drehbuchautor
- 1987: Made in Heaven – als Drehbuchautor
- 1992: Kuffs – Ein Kerl zum Schießen (Kuffs) – als Regisseur und Drehbuchautor
- 1997: Aus dem Dschungel, in den Dschungel (Jungle 2 Jungle) – als Drehbuchautor
- 2007: Mr. Brooks – Der Mörder in Dir (Mr. Brooks) – als Regisseur und Drehbuchautor